# 미국 국립공원관리청
미국 국립공원관리청(National Park Service, NPS)은 미국 연방 정부 기관의 하나로, 국립 공원 시스템을 소관하고있다.

## 개요
국립공원국은 내무부 산하의 기관이다. 1916년 8월 25일에 제정된 〈국립공원국 조직법〉에 따라 설립되었다. 국장은 내무부 장관에 의해 임명된 국장 인사는 상원의 동의가 필요하다. 직원 수는 상근 직원 약 15,000명, 임시 직원 약 5000명이다. 이 외에도 매년 약 14만명의 공원 자원봉사자 직원이 활동을 보조하고 있다.
국립공원국은 국립공원 외에도 각종 보호 지역과 문화 유산을 관리하고 있지만, 이러한 관리 대상 지역은 “국립공원 시스템”이라고 총칭하고 있다. 국립공원 시스템은 391곳(2008년 4월 현재) 단위로 구성되어 있으며, 전체 면적은 8400만 에이커 (약 34만km2)에 달한다. 이들 중 국립공원의 명칭으로 지정되어있는 유닛은 58곳이며, 다른 명칭의 단위로는 다음과 같은 것들이 있다.
- 미국 국립 기념물
- 미국 국립 역사공원
- 미국 국립 보호구역
- 미국 국립 기념물
- 미국 국립 역사 가도
- 미국 국립 풍경 가도
- 미국 국립 유산 지역
- 미국 국립 레크리에이션 지역
- 미국 국립 경관 하천
- 미국 국립 호반
- 미국 국립 해안
- 미국 국립 군사공원
- 미국 국립 묘지

여러 개의 것들이 하나의 단위로 구성되는 요소가 있는 경우도 있다. 예를 들어, 엘리스섬과 자유의 여신상은 모두 ‘자유의 여신상 국립 기념물’이라는 하나의 구성 단위 요소가 된다. 또한, 상기의 명칭으로 지정되어 있는 건물 모두 국립공원국의 관리 단위가 되고 있는 것은 아니며, 소유자는 원래 상태로 "관련 지역"(affiliated area)로 지정되어 물건도 있다. 이러한 부동산의 소유자에 국립공원국은 기술적, 재정적 지원을 하고 있다.
국립공원국의 기반에는 국립 공원 경찰, 자연 보호관, 역사적 건조물 조사소(HABS) 등이 있다. 한편으로 국가 역사 등록 제품, 자연 랜드마크 등의 제도도 주관하고 있다.

## 같이 보기
- 미국 국립 유산 지역
- 국립공원 기금
- 대통령 공원